# Nicolae G. Rădulescu-Niger
Nicolae G. Rădulescu-Niger (n. Nicolae Gheorghiu; n. 2 ianuarie 1861 – d. 3 iunie 1944) a fost un scriitor român, dramaturg și poet.
Năcut în Bârlad, tatăl său Radu Gheorghiu era comerciant. A absolvit colegiul în Brăila (sub numele Nicolae Rădulescu) și în Bârlad (ca Nicolae Gheorghiu Rădulescu). A lucrat ca grefier la Ministerul Culturii. Din 1883, Rădulescu a fost editor la diverse publicații: Opinia, Revista nouă, Revista literară, Revista copiilor; de asemena a condus revista Apărătorul săteanului. Poeziile sale au fost publicate în Literatorul.
Prima carte a lui Rădulescu a fost romanul din 1879 Fiii ucigașului. Au urmat alte romane (Străin în țara lui, 1900; Tribunul poporului, 1903; Măria-sa ogorul, 1907; Viață de artistă, 1925; Omul de cristal, 1930), colecții de povestiri (Căpitanul Ropotă, 1893; Deziluzii, 1921; Vulturul îndrăgostit, 1926), piese de teatru (De pe urma beției, 1906; Poștașul dragostei, 1913; Unirea Mare, 1919) și cărți de poezie (Rustice, 1893; Glasul apelor, 1915). În 1901, a primit Premiul Academiei Române pentru al patrulea său volum din ciclul Rustice. A decedat la București.